# ムサウ島
ムサウ島（ムサウとう、英語: Mussau Island）は、パプアニューギニアのビスマルク諸島北部（ニューアイルランド州）にあるセント・マタイアス諸島の島。同諸島では最大の島である。パプアニューギニア最北の島であり、住民はムサウ-エミリア語を話す。
ニューアイルランド島から離れているため固有の動植物が存在し、シマバラケラインコは同島とエミラウ島でのみ生息が確認されている。
オランダ人のヤコブ・ルメールとウィレム・スハウテンが発見し、1885年にドイツ領ニューギニアに編入、1914年にオーストラリアの委任統治領となり、第2次大戦中の1942年から44年にかけては日本軍が占領、その後オーストラリアの信託統治領となり、パプアニューギニアの独立後はニューアイルランド州の一部となっている。